# Rússia Branca (organização política)
Rússia Branca, ou Belaya Rus (em bielorrusso: Белая Русь, literalmente Rússia Branca) é uma organização política da Bielorrússia fundada em 17 de novembro de 2007 para dar apoio ao presidente Aleksandr Lukashenko. Desde então, os líderes da organização têm anunciado regularmente que estão prontos para torná-la um partido político. Lukashenko não apoiou a ideia, nem se opôs. Não há nenhuma ideologia declarada fora do apoio absoluto a Lukashenko. O ex-ministro da Educação da Bielorrússia, Aleksandr Radkov foi o primeiro presidente da organização, de 2007 a 2018. O Rússia Branca possui atualmente mais de 180 mil membros.